# Aderbal
Aderbal (en griego: Αταρθας) fue el nombre de varios personajes de la Antigüedad. De entre ellos el más importante es quizá el gobernador cartaginés que estaba al mando de la guarnición de Drépano en el año 250 a. C. y probablemente durante toda la primera guerra púnica.
Ofreció batalla al cónsul romano Publio Claudio Pulcro, quien confiaba en asustar al cartaginés dada la envergadura de su flota de guerra, en la batalla naval de Drépano (249 a. C.). El cartaginés, llamando a los mercenarios, les ofreció la posibilidad de una rápida victoria, si presentaban batalla a los romanos, o de la incomodidad de un largo asedio. Los mercenarios eligieron la primera opción y se embarcaron, obteniendo Aderbal una rotunda victoria.
Tras despachar a Cartago los barcos y marinos romanos capturados, envía a su lugarteniente Cartalón a Lilibea, gobernada por el también cartaginés Himilcón, y que se encontraba bajo asedio, con órdenes de quemar la flota romana allí fondeada. Ayudado por Himilcón, destruye la flota y pone en fuga a los romanos que asediaban la ciudad.
Tras la victoria, el Gran Consejo de Cartago colmó de honores a Aderbal.